# 高柳健一
高柳 健一（たかやなぎ けんいち、1976年10月17日 - ）は、日本の元ラグビー選手。現在ジャパンラグビーリーグワントヨタヴェルブリッツの副部長を務めている。

## プロフィール
- 大阪府出身[1]。
- 現役時代のポジションはプロップ(PR)。
- 日本代表通算キャップ数は1。

## 略歴
大阪桐蔭高校、大阪体育大学を経て、1999年、トヨタ自動車(現・トヨタヴェルブリッツ)に加入。
2001年5月13日に行われたアジア3国対抗韓国戦で日本代表初キャップを獲得した。
2008年、現役を引退した。